# Sandrine Marcuz-Moreau
Pour les articles homonymes, voir Moreau.
Sandrine Marcuz-Moreau, née le 31 juillet 1978 à Toulouse (Haute-Garonne), est une coureuse cycliste française.

## Palmarès
- 2001
  - 3e du Trophée des grimpeurs féminin
- 2002
  - Granits de la Balme
  - 3e du Trophée des grimpeurs féminin
- 2003
  - 1er étape du Tour de l'Aude
  - 3e du Trophée des grimpeurs féminin
- 2004
  - 2e du championnat de France sur route
  - 3e du Tour de Bretagne féminin
- 2005
  - 3e du championnat de France sur route